# Jedinična matrica
Jedinična matrica je u linearnoj algebri naziv za kvadratnu matricu kojoj su elementi na glavnoj dijagonali jedinice, a ostali nule. Ova se matrica još naziva matricom identiteta, jer množenjem s drugim matricama daje upravo njih kao rezultat množenja tj. ne mijenja ih. Ova se matrica označuje velikim slovom E a indeks koji može i ne mora stajati pored oznake označuje dimenziju iste. Oznaka za matricu identičnog preslikavanja je Id ili samo I.
{\displaystyle E_{1}={\begin{bmatrix}1\end{bmatrix}},\ E_{2}={\begin{bmatrix}1&0\\0&1\end{bmatrix}},\ E_{3}={\begin{bmatrix}1&0&0\\0&1&0\\0&0&1\end{bmatrix}},\ \cdots ,\ E_{n}={\begin{bmatrix}1&0&\cdots &0\\0&1&\cdots &0\\\vdots &\vdots &\ddots &\vdots \\0&0&\cdots &1\end{bmatrix}}}
Što se također može definirati i Kroneckerovom deltom:
{\displaystyle E_{n}=(\delta _{ij})_{i,j\in \{1,\ldots ,n\}}},
gdje je:
{\displaystyle \delta _{ij}=\left\{{\begin{matrix}1&,i=j\\0&,i\neq j\end{matrix}}\right.\quad {\mbox{sa }}i,j\in \{1,\ldots ,n\}}
Alternativni zapisi su:
{\displaystyle E_{ij}=\delta _{ij}}
{\displaystyle E=(\delta _{ij})}

## Osobine

### Množenje
Jedna od bitnih osobina jedinične matrice En nekog prostora Kn × n jest ta da je ona jedina za koju vrijedi:
{\displaystyle EA=AE=A,\;A\in K^{n\times n}}
Štoviše, vidi se da je matrica nad prostorom Kn × n komutativna, tj. nije bitno množi li se njome slijeva ili zdesna. Ovo ne vrijedi za prostore Kn × m, m ≠ n, gdje se ovom matricom može množiti samo slijeva odnosno samo zdesna.
Iz ove osobine također slijedi i:
{\displaystyle AA^{-1}=A^{-1}A=E}
Primjer:
{\displaystyle {\begin{bmatrix}2&3&-2\\1&1&3\end{bmatrix}}\cdot {\begin{bmatrix}1&0&0\\0&1&0\\0&0&1\end{bmatrix}}={\begin{bmatrix}2&3&-2\\1&1&3\end{bmatrix}}}

### Determinanta i inverz
Determinanta ove matrice je uvijek 1, dok je ona sama sebi inverz.
{\displaystyle |E|=1}
{\displaystyle E=E^{-1}}
Druga se osobina može dokazati na sljedeći način:
{\displaystyle EE^{-1}=E}, opće pravilo koje vrijedi za sve matrice
{\displaystyle E^{-1}EE^{-1}=E^{-1}E}, množenje slijeva s E-1
{\displaystyle \underbrace {E^{-1}E} _{E}E^{-1}=\underbrace {E^{-1}E} _{E}}, matrica pomnožena svojim inverzom uvijek daje E
{\displaystyle \underbrace {EE^{-1}} _{E^{-1}}=E}, matrica pomnožena jediničnom daje samu sebe
{\displaystyle E^{-1}=E}, kraj dokaza